# Wüstenjerichow
Wüstenjerichow là một đô thị thuộc huyện Jerichower Land, bang Sachsen-Anhalt, Đức. Đô thị Wüstenjerichow có diện tích 21,43 km², dân số thời điểm ngày 31 tháng 12 năm 2006 là 127 người.